# Nereo y Aquileo
Nereo y Aquileo eran dos soldados romanos que se convirtieron al cristianismo y fueron martirizados en Roma, probablemente en la persecución de Diocleciano, y son venerados como santos mártires por la Iglesia católica.

## Primer documento
El papa Dámaso I (366–384) puso en la tumba de Nereo y Aquileo una inscripción de la que Giovanni Battista De Rossi encontró in situ dos importantes fragmentos en 1874.
Era ya conocido el texto completo de la inscripción, copiado en el siglo VII y conservado en diversos manuscritos del siglo VIII con indicación del lugar donde existía la inscripción y de la identidad de los mártires aludidos. Un ejemplo es un manuscrito de Einsiedeln que en una sección titulada Inscriptiones Urbis Romae dice que la inscripción estaba in sepulchro Nerei et Achillei y que se refería a Nereus et Achilleus martyres. El texto se encuentra también en manuscritos de Heidelberg, Klosterneuburg y Gottwick. El descubrimiento en 1874 del original hizo aún más evidente quiénes eran los mártires elogiados por Dámaso.

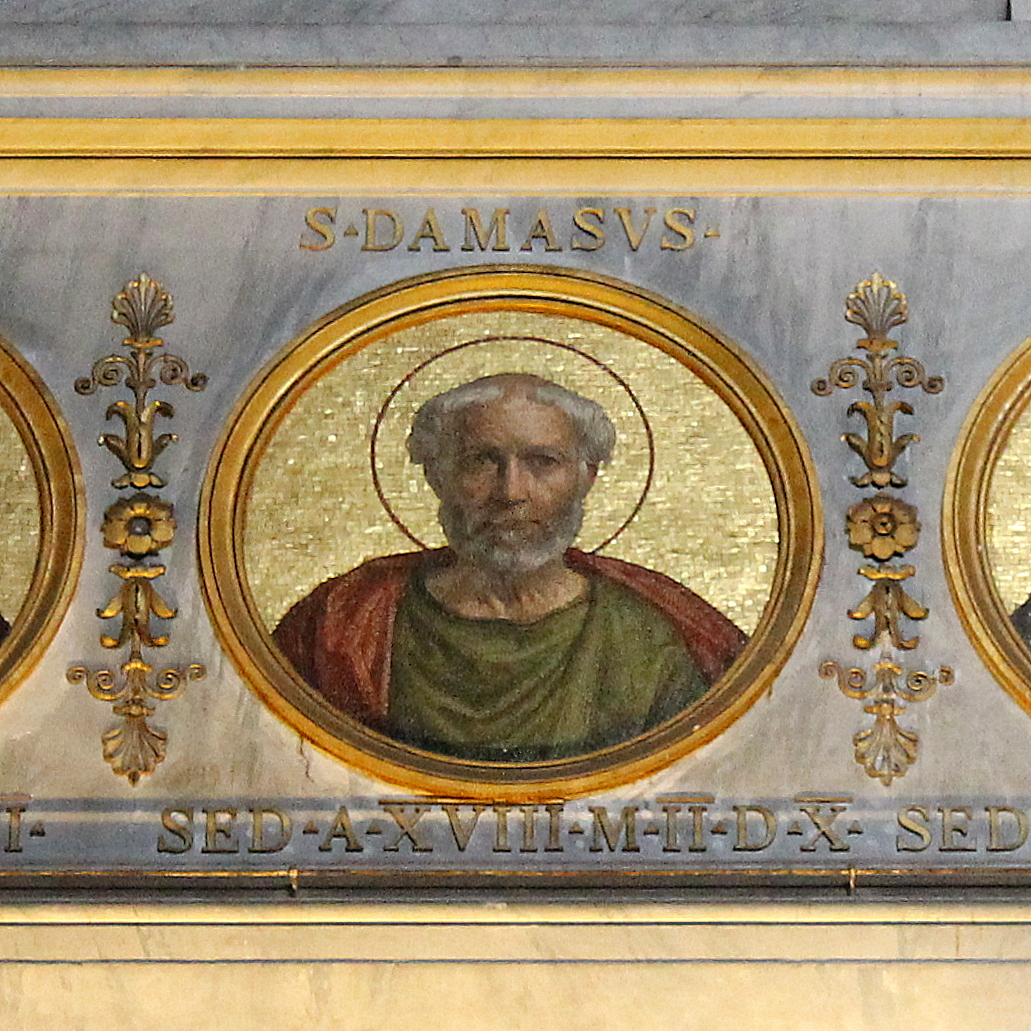
San Dámaso

Texto de la inscripción de Dámaso
Militiae nomen dederant saevumq(ue) gerebant
officium, pariter spectantes iussa tyranni,
praeceptis pulsante metu servire parati.
Mira fides rerum: subito posuere furorem,
conversi fugiunt, ducis impia castra relinquunt,
proiciunt clipeos faleras telaq(ue) cruenta,
confessi gaudent Christi portare triumfos.
Credite per Damasum possit quid gloria Christi.
Traducción: Se habían enrolado como soldados y cumplían su deber cruel al observar cada uno de los dos las órdenes de un tirano, por miedo dispuestos para servir a sus indicaciones.  Hecho maravilloso mas seguro: de repente dejan su furor, convertidos huyen, abandonan el impío cuartel del comandante, tiran sus escudos, medallones, armas sangrientas, y al confesar a Cristo se alegran llevar sus triunfos. Creed, por el testimonio de Dámaso, lo que puede la gloria de Cristo.
Este texto, cuyo último verso recuerda, por sus ideas y expresiones, otra inscripción damasiana referente a la conversión de san Pablo, celebra como semejante brillante milagro de conversión por el poder de Cristo la de Nereo y Aquileo, que deben haber sido miembros de la guardia pretoriana de Roma.
Los historiadores consideran probable que estos dos santos fueron muertos en la persecución de Diocleciano, dirigida inicialmente contra los cristianos del ejército (295–298) y después contra la Iglesia cristiana como tal (de 303).

## Leyenda

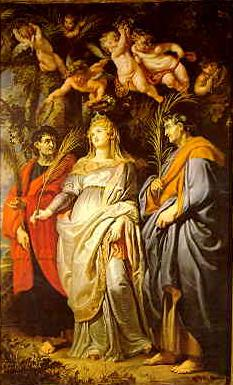
Peter Paul Rubens, Santa Domitila y los santos Nereo e Aquileo, Roma, Chiesa Nuova, 1608

Una leyenda tardía, las Actas de los santos Nereo y Aquileo del siglo V o VI representa a los dos mártires no como soldados sino como eunucos cubicularii (ayudas de cámara) de la noble dama Flavia Domitila, descrita inicialmente como sobrina del emperador romano Domiciano y más adelante en el texto como sobrina de cierto cónsul romano Clemente, generalmente identificado como Flavio Clemente, marido de una sobrina de Domiciano llamada Flavia Domitila
En esta leyenda los dos eunucos convencen a su ama, que se está preparando para las bodas, que es preferible la virginidad. El novio despechado obtiene del emperador que Domitila sea desterrada a una isla por hacerle cambiar de decisión.  Los dos eunucos la acompañan a la isla, donde disputan co dos discípulos de Simón el Mago. Siguen confirmando a Domitila en su propósito de virginidad y por lo tanto el novio les hace transferir a Terracina, torturar duramente e matar. Un discípulo de los dos eunucos roba sus cuerpos y los entierra cerca de la tumba donde fue enterrada Petronila, la hija del apóstol Pedro, en la cripta de piedra arenisca de la finca de Domitila en la via Ardeatina a una milla y media de la muralla de la ciudad.
Según Dennis Trout, estos pormenores fueron incluidos con el fin de conectar el relato con los mártires enterrados en las tumbas cercanas, para aumentar la confianza de los lectores en la recomendación de la castidad, y para validar la autenticidad de la tumba de Nereo y Aquileo, uno de los principales lugares de interés, junto con la de Petronila, para los visitantes de las catacumbas de Domitila.
Esta leyenda es de por lo menos un siglo más reciente de la inscripción que san Damaso hizo grabar en mármol, el testimonio más antiguo de la existencia y de la profesión de los mártires Nereo y Aquileo, como confirman Dennis Trout, J.H. Crehan, Everett Ferguson y Johann Peter Kirsch

## Martirologios

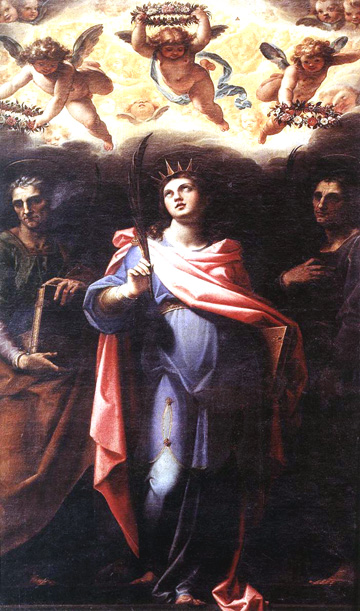
Cristoforo Roncalli, Santa Domitila y los santos Nereo y Aquileo en la iglesia dedicada a ellos en Roma (1598–99)

Se menciona juntos a Nereo y Aquileo, sin relacionarlos con otros santos, en las listas del siglo V de los mártires romanos, en el Martyrologium Hieronymianum atribuido a san Jerónimo, en el Sacramentario Gelasiano y en los itinerarios utilizados por los peregrinos del siglo VII en sus visitas a las tumbas de los mártires en Roma.
En el siglo IX Nereo y Aquileo son por primera vez asociados, como en la leyenda, con Flavia Domitila: el martirologio de Adón de Viena los llama eunucos de ella (qui fuerunt eunuchi beatae Flaviae Domitillae). Giovanni Battista De Rossi habla de la "diversidad existente entre el poema de san Dámaso y la leyenda aceptada por Adón e que luego se propagó en los martirologios sucesivos". De hecho la mención por Adón fue copiada por el Martirologio de Usuardo y, a través de este, por el Martirologio romano de César Baronio. De Adón Henri Quentin observa: "Casi dondequiera que la tradición de los martirologios ha causado a los historiadores un serio desazón, encontramos la mano de este autor ... Adón tuvo en el desarrollo de la literatura martirológica la más desafortunada influencia".
Antes de la revisión de 2001, el Martirologio romano decía: "En Roma, en la vía Adriatina, los Santos Mártires Nereo, y Aquileo hermanos, los cuales juntamente con Flavia Domitila, de quien eran Eunucos, estuvieron largo tempo desterrados en la Isla Poncia, después fueron diversas veces azotados; y por último forzándolos el Cónsul Minucio Rufo con el potro y con el fuego a que sacrificasen a los ídolos, le respondieron que los había bautizado el Apóstol S.  Pedro, y así que de ningún modo podían sacrificar a los ídolos, por lo cual fueron degollados".
El decreto de promulgación de la edición de 2001 del Martirologio romano dice: "De acuerdo con las disposiciones de la constitución Sacrosanctum Concilium  del Concilio Vaticano II sobre la sagrada liturgia, "Devuélvase su verdad história a las pasiones o vidas de los santos"(art. 92 c), hay que someter al juicio de la disciplina histórica y tratar con más diligencia que en el pasado tanto los nombres de los santos registrados en el martirologio como sus elogios".
Por lo tanto ahora el Martirologio romano ya no tiene en cuenta la leyenda de las Actas de los santos Nereo y Aquileo y propone en la fecha del 12 de junio informaciones basadas sólo en la inscripción que Dámaso hizo grabar en mármol: "Santos Nereo y Aquileo, mártires, los cuales, según refiere el papa san Dámaso, se habían enrolado como soldados y, coaccionados por el miedo, estaban dispuestos a obedecer las órdenes impías del magistrado; sin embargo, se convertieron al Dios verdadero, arrojaron sus escudos, medallones y armas, abandonaron el campamento y, por haber confesado a Cristo, se alegraron de su triunfo. Sus cuerpos fueron sepultados en este día en el cementerio de Domitila, situado en la vía Ardeatina de Roma".

## Basílica de los Santos Nereo y Aquileo

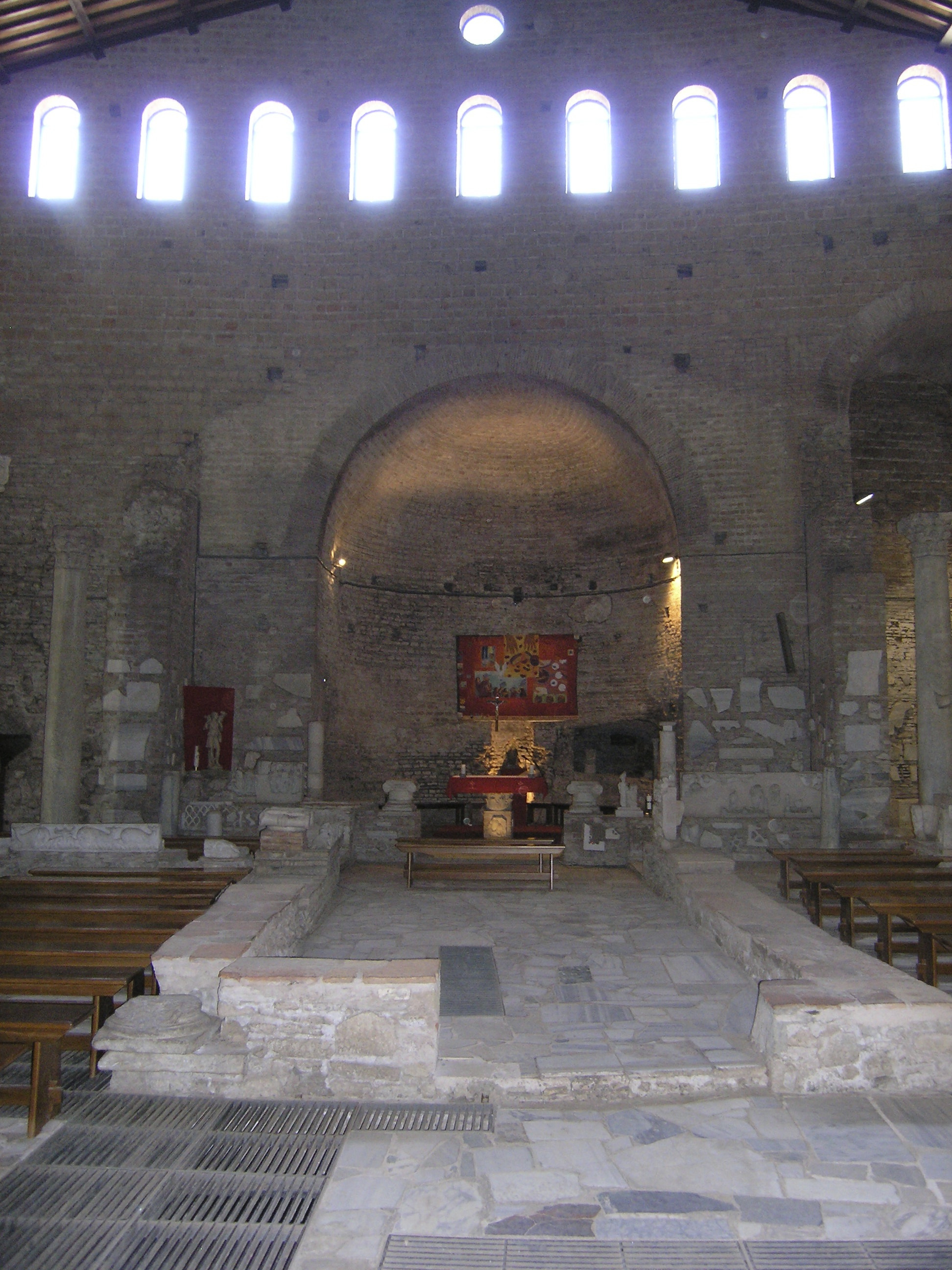
Basílica de los santos Nereo y Aquileo en las catacumbas de Domitila, Roma

En 1874, Giovanni Battista De Rossi trajo a la luz en las catacumbas de Domitila una basílica semi-subterránea dedicada a estos santos con tres naves y con  ábside y nártex.
Esta basílica fue precedida por dos fases estructurales subterráneas, todavía no excavadas.
Se disputa la fecha de la construcción de la basílica: Pergola (1982) la atribuye al papa Dámaso; De Rossi (1874) al mismo siglo IV, pero después de la muerte de Dámaso, Krautheimer (1967) y Tolotti (1985) hacia el año 600. En el siglo XXI hay un consenso cada vez mayor para el siglo V o posterior.
Además de los dos fragmentos de la inscripción de Dámaso, que confirman la existencia y la profesión militar de los dos mártires, las excavaciones de 1874 descubrieron también una columna de mármol, que servía para apoyar el ciborio del altar de la basílica, que lleva la palabra "Acileus" y un bajorrelieve que representa a un hombre con las manos atadas a la espalda, y detrás de él un soldado que está a punto de decapitarlo. Los pies de dos personajes de una escena similar se ven en un fragmentp de otra columna, ahora rota, que debe haber tenido el nombre de "Nereo",
El Liber Pontificalis informa que el papa Juan I (523-526) reparó el "cementerio de los mártires Nereo y Aquileo"  pero no está claro si este trabajo se refería a la basílica descubierta en 1874.
La basílica ciertamente existía en torno al año 600, cuando el papa Gregorio Magno predicó en ella su homilía 28.

## Historia posterior
En la situación de inseguridad existente en el siglo VIII, en el curso del cual los lombardos sitiaron Roma, se trasladaron de las catacumbas a iglesias adentro de las murallas de la ciudad las reliquias de muchos mártires. De Rossi cree que las reliquias de los Santos Nereo y Aquileo probablemente permanecieron en las catacumbas, pero Northcote y Brownlaw consideran más probable que estas famosas reliquias no hayan sido dejadas afuera. No se puede excluir la posibilidad que estas reliquias fueron transferidas a la iglesia dedicada a los dos mártires antes del final del siglo VI o, más probablemente, cuando esta iglesia fue reconstruida por el papa León III en 814.
En 1215, fueron depositadas en la Iglesia de San Adrián (la Curia Julia) en el Foro Romano unas reliquias de origen ahora desconocido que serían las de Nereo y Aquileo. En 1597, estas reliquias, además de las que serían las reliquias de Flavia Domitila, fueron transportados con la máxima solemnidad de esta iglesia a la Iglesia de los Santos Nereo y Aquileo, entonces iglesia titular cardinalacia de César Baronio, que creía en la leyenda de las Actas de los santos Nereo y Aquileo y que era el primero en afirmar que Domiciano desterró a dos mujeres, una la esposa y la otra  la sobrina de Flavio Clemente, llamadas cada una Flavia Domitilla.
Por supuesto, es posible que las reliquias han sido trasladadas cuando, a una fecha desconocida, la basílica fue despojada sistemáticamente (tal vez para el beneficio de una iglesia de nueva construcción) del altar, los bancos del clero, los ambones, el pavimento.
Lo que causó la destrucción final de la basílica debe ser el terremoto de 897, que también dañó severamente la Archibasílica de San Juan de Letrán, catedral de la diócesis de Roma. Las columnas de la basílica de los dos mártires fueron volcadas y yacían paralelas entre sí desde entonces hasta el descubrimiento de 1874.
La basílica ha vuelto ahora a ser una iglesia en actividad, con lugares para 500 fieles.
En esta basílica un grupo de obispos católicos firmaron, poco antes de la clausura del Concilio Vaticano II, lo que se llama el Pacto de las catacumbas, comprometiéndose a adoptar un estilo de vida sencillo y de servicio a los pobres.

## Festividad
Desde siempre, la fiesta litúrgica de los santos Nereo y Aquileo es el 12 de mayo. En la forma tridentina (1569/1570) del calendario romano general se celebraba  en conjunto con ellos san Pancracio. El nombre de Flavia Domitila (cuya fiesta es el 7 de mayo), se añadió en 1595 a petición del cardenal César Baronio, pero fue eliminado en 1969, ya que su culto no pertenece a la antigua tradición romana. Desde 1969, la memoria (facultativa) de los santos Nereo y Aquileo es distinta de la de san Pancracio.